# GCD環
GCD環是一種有特殊性質的整环R，滿足其中任二個非零的元素都有最大公因數（GCD），或者等價的，都有最小公倍數（LCM）。
GCD環是將唯一分解整環推廣到非諾特環的情況，事實上，一個整環是唯一分解整環若且惟若其為滿足主理想升链条件的GCD環。

## 性質
GCD環中每個不可約元素都是質元素（不過GCD環中不一定要有不可約元素，其至GCD環可能不是一個域）。GCD環是 整數封閉的，且其中每一個非零的元素都是素性元素。換句話說，每個GCD環都是Schreier環。
針對GCD環R中的每一對元素x和y，其最大公因數d及最小公倍數m可以選擇為使dm = xy成立的數值，換句話說，若x和y為非零元素，而d是x的y的任何一個最大公因數，則xy/d為x和y的最小公倍數，反之亦然。
若R是GCD環，其多项式环R[X1,...,Xn]也是GCD環。
針對一個GCD環中的多項式X，可以定義其內容為所有係數的最大公因數。因此多項式乘積的內容即為其多項式內容的乘積，如同高斯引理敘述的一樣。

## 舉例
- 唯一分解整環是GCD環，唯一分解整環是GCD環中恰好也是原子環（每一個非零非單位元素，至少有一種分解為不可約元素乘積的方式）的部份。
- Bézout環（英语：Bézout domain）（每個有限生成的理想都是主要理想的整環）是GCD環。Bézout環不同於主要理想環（英语：Principal ideal domain）（每個理想都是主要理想），Bézout環不一定要是唯一分解整環，例如一個整函数的環是非原子性的Bézout環，也有許多其他類似的例子。整環是Prüfer（英语：Prüfer domain）的GCD環的充份必要條件是其為Bézout環[4]
- 若R是非原子性的GCD環，則R[X]是GCD環中既不是唯一分解整環（因為非原子性），也不是Bézout環（因為X和R一個不能取倒數的非零元素a可以產生一個不包括1的理想，但1是X和a的最大公因數）的例子。任何符合此條件的環R[X1,...,Xn]都有類似性質。